# Чжецзян
Чжецзян (кит. 浙江, піньїнь: Zhèjiāng; уськ. 浙江) — провінція на сході Китаю. Столиця і найбільше місто — Ханчжоу. Населення — 47,2 млн (11-те місце серед провінцій; дані за 2004 р.).

## Географія
Площа провінції 101 800 км² (25-те місце).

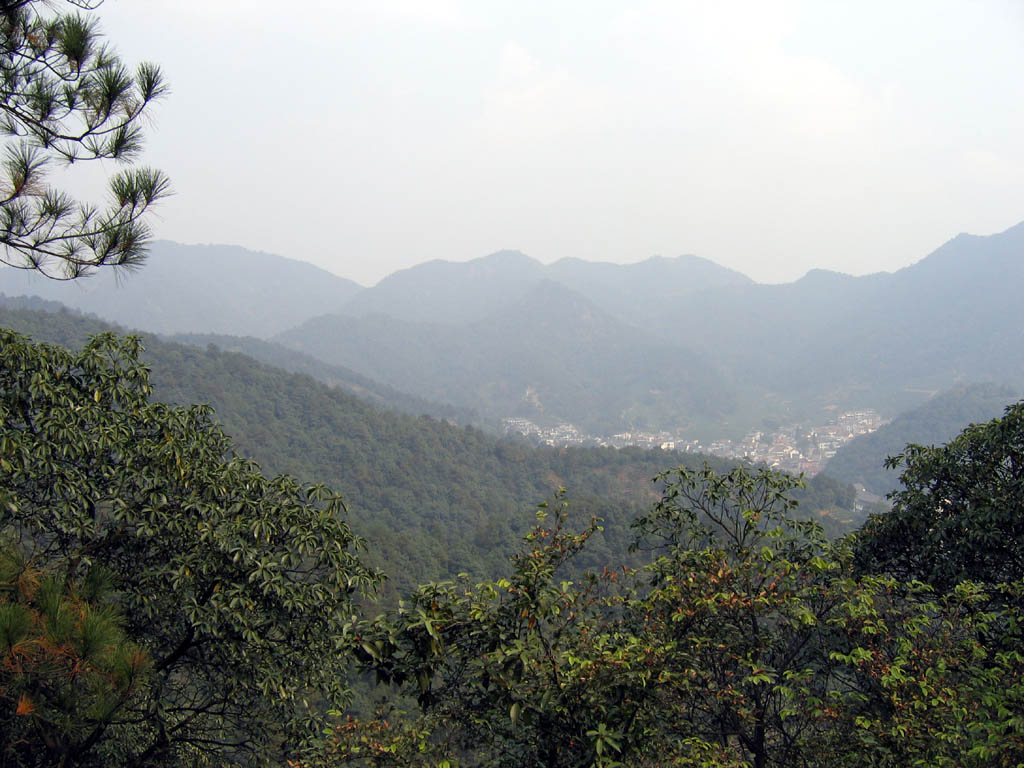
Гори Ханчжоу
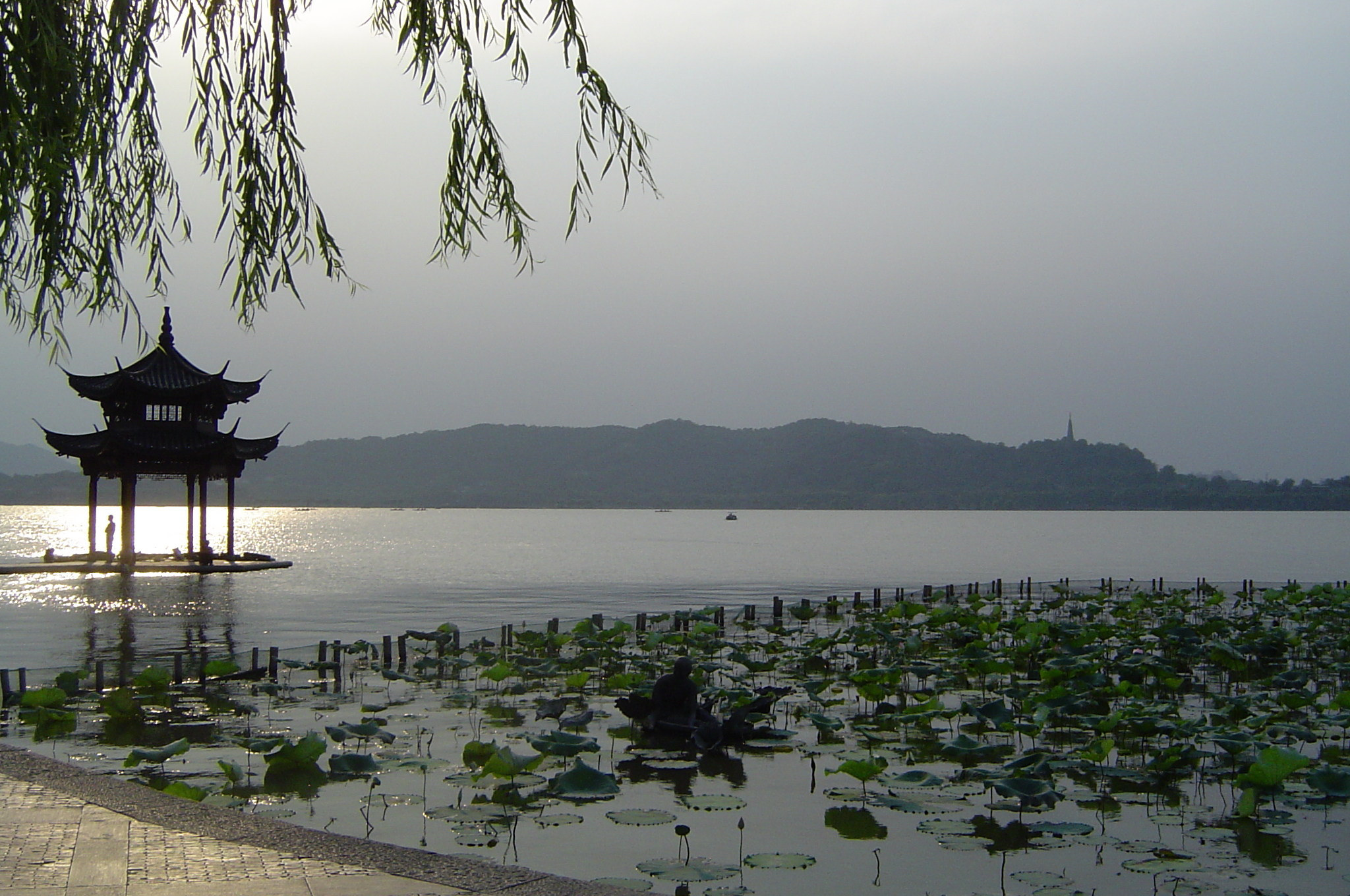
Озеро Сіху

## Адміністративний поділ
Провінція Чжецзян поділяється на два міста субпровінційного значення і дев'ять міських округів:
| Карта         | #                               | Українська назва | Китайська назва | Піньінь |
| ------------- | ------------------------------- | ---------------- | --------------- | ------- |
|               | Місто субпровінційного значення |                  |                 |         |
| 1             | Ханчжоу                         | 杭州市           | Hángzhōu Shì    |         |
| 2             | Нінбо                           | 宁波市           | Níngbō Shì      |         |
| Міські округи |                                 |                  |                 |         |
| 3             | Хучжоу                          | 湖州市           | Húzhōu Shì      |         |
| 4             | Цзясін                          | 嘉兴市           | Jiāxīng Shì     |         |
| 5             | Цзіньхуа                        | 金华市           | Jīnhuá Shì      |         |
| 6             | Лішуй                           | 丽水市           | Líshuǐ Shì      |         |
| 7             | Цюйчжоу                         | 衢州市           | Qúzhōu Shì      |         |
| 8             | Шаосін                          | 绍兴市           | Shàoxīng Shì    |         |
| 9             | Тайчжоу                         | 台州市           | Tāizhōu Shì     |         |
| 10            | Веньчжоу                        | 温州市           | Wēnzhōu Shì     |         |
| 11            | Чжоушань                        | 舟山市           | Zhōushān Shì    |         |

Ці 11 одиниць округового рівня у свою чергу поділяються на 90 одиниць повітового рівня (32 міських района, 22 міста повітового значення, 35 повітів та один автономний повіт). Ті в свою чергу поділяються на 1570 одиниць повітового рівня (761 селище, 505 волостей, 14 національних волостей, 290 вуличних комітетів).

## Економіка
Три міста провінції: Ханчжоу, Шаосін та Цзіньхуа - в межах реалізації загальнонаціонального Плану впровадження цифрового юаня з квітня 2023 року тестують можливості сплати податків та сборів у e-CNY.

## Культура
- Чжао Чжіцянь (1829–1884) — китайський художник.
- Жен Сюн (1820–1857) — китайський художник
- Фен Цзікай (1898–1975) — китайський художник
- Ван Чжень (1867–1938) — китайський художник
- Су Суелін (1897–1999) — китайська письменниця і науковиця